# Kokcydioidomykoza
Kokcydioidomykoza (gorączka doliny kalifornijskiej) – grzybica wywoływana przez Coccidioides immitis lub Coccidioides posadasii.
Występuje endemicznie głównie w południowo-zachodnich stanach USA, północnym Meksyku i niektórych obszarach Ameryki Południowej, ale notowano zawleczenia choroby do innych krajów.

## Etiologia
Coccidioides immitis wykrywa się w zasadowych glebach. Zakażenie następuje zwykle poprzez aspirację konidiów grzyba.

## Objawy i przebieg
Kokcydioidomykoza przebiega w 50% bezobjawowo lub jako krótkotrwała infekcja dróg oddechowych. W 7–28 dni po ekspozycji mogą wystąpić objawy grypopodobne (gorączka, kaszel, ból głowy, nocne poty, bóle mięśni), które w większości przypadków wycofują się samoistnie. Czasami na tułowiu i kończynach występuje drobna wysypka plamista lub plamisto-grudkowa.
U 5–10% pacjentów, u których doszło do postaci objawowej, rozwijają się przewlekła postać płucna ze zmianami guzkowatymi i cienkościennymi jamkami.
W kilka tygodni – miesięcy od infekcji pierwotnej u kolejnych 5% pacjentów opisuje się postać rozsianą – szerzenie choroby na kości, stawy, skórę i utkanie podskórne, a także ośrodkowy układ nerwowy. U 25% chorych z postacią rozsianą rozwija się zapalenie opon mózgowo-rdzeniowych.

## Diagnostyka

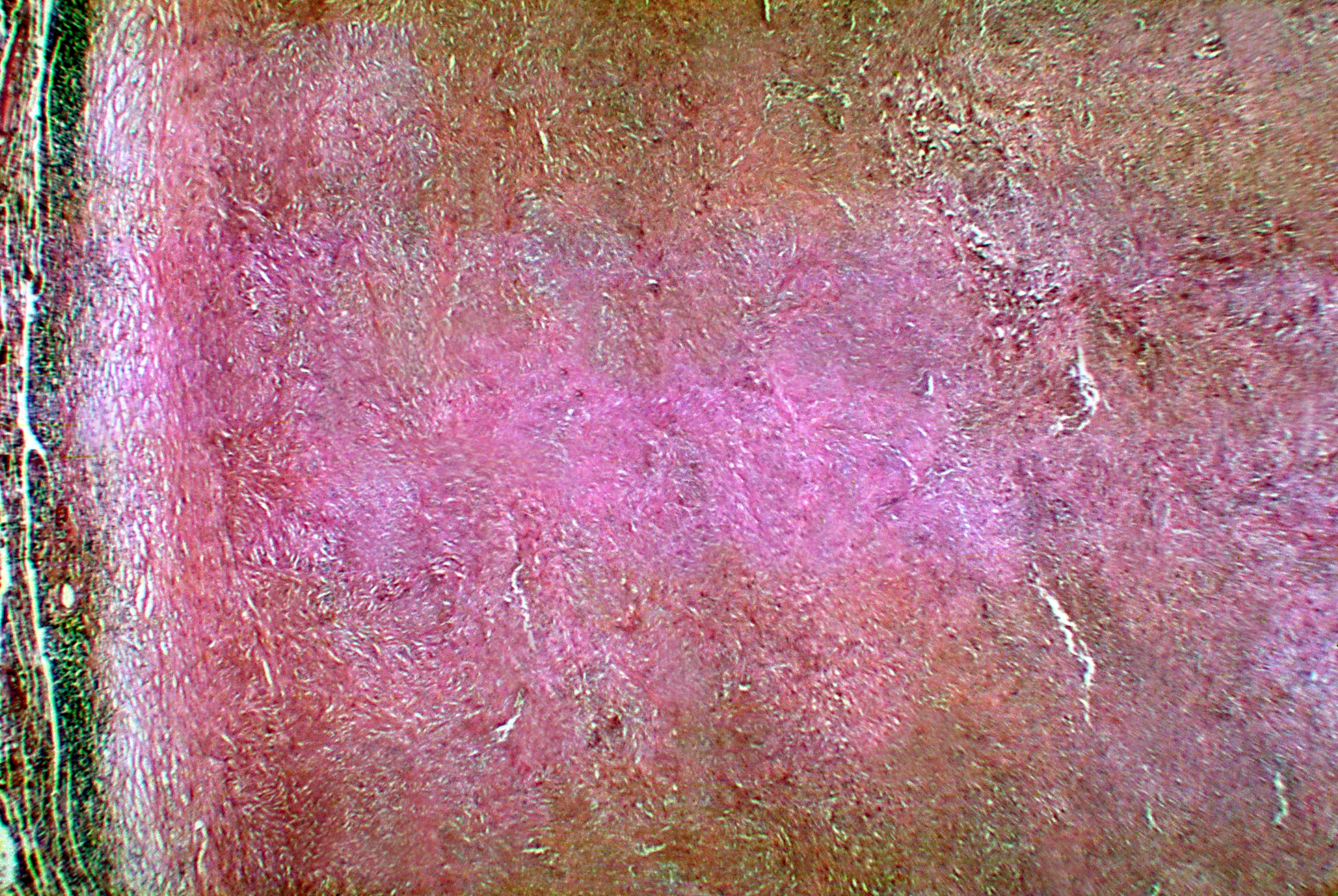
Zmiany guzkowe w płucach – preparat histopatologiczny

Grzyba wykrywa się w mikroskopowym badaniu mykologicznym materiału pobranego od chorego (zeskrobiny skórne, plwocina, popłuczyny oskrzelowe, płyn mózgowo-rdzeniowy), badaniu histopatologicznym bądź poprzez hodowlę.

## Leczenie
W większości przypadków postępowanie jest wyczekujące, zakażenie ulega samoleczeniu. Pacjenci, u których dochodzi do ostrego rozwoju choroby lub z grupy wysokiego ryzyka (stany obniżenia odporności) wymagają wielomiesięcznej, a nawet wieloletniej farmakoterapii przeciwgrzybiczej (flukonazol, itrakonazol) oraz ewentualnie interwencji chirurgicznej. Amfoterycyna B jest rezerwowana dla najcięższych przypadków oraz leczenia w przebiegu ciąży.

## Klasyfikacja ICD10
| kod ICD10     | nazwa choroby                                |
| ------------- | -------------------------------------------- |
| ICD-10: B38   | Kokcydioidomykoza                            |
| ICD-10: B38.0 | Ostra kokcydioidomykoza płucna               |
| ICD-10: B38.1 | Przewlekła kokcydioidomykoza płucna          |
| ICD-10: B38.2 | Kokcydioidomykoza płucna, nie określona      |
| ICD-10: B38.3 | Kokcydioidomykoza skórna                     |
| ICD-10: B38.4 | Kokcydioidomykozowe zapalenie opon mózgowych |
| ICD-10: B38.7 | Kokcydioidomykoza rozsiana                   |
| ICD-10: B38.8 | Inne postacie kokcydioidomykozy              |
| ICD-10: B38.9 | Kokcydioidomykoza, nie określona             |